# Hilarimorpha parva
Hilarimorpha parva är en tvåvingeart som beskrevs av Webb 1974. Hilarimorpha parva ingår i släktet Hilarimorpha och familjen Hilarimorphidae.
Artens utbredningsområde är New York. Inga underarter finns listade i Catalogue of Life.